# John Carter (homme politique)
Pour les articles homonymes, voir John Carter et Carter.
John Rice Carter, né le 6 novembre 1941 à Houston, est un homme politique américain. Membre du Parti républicain, il est élu du Texas à la Chambre des représentants des États-Unis depuis 2003.

## Biographie
John Carter est originaire de Houston. Après des études à Texas Tech et à l'université du Texas à Austin, il devient avocat.
En 1980, il se présente sans succès à la Chambre des représentants du Texas. De 1981 à 2001, il est juge de district du comté de Williamson.
En 2002, il est élu à la Chambre des représentants des États-Unis dans le 31e district du Texas avec 69,1 % des voix devant le démocrate David Bagley (27,4 %) et trois petits candidats. Il est depuis réélu tous les deux ans avec toujours plus de 58 % des suffrages.